# Aipysurus fuscus
Espèce
Synonymes
- Stephanohydra fusca Tschudi, 1837

Statut de conservation UICN

 EN A2ac; B2ab(iii,v) : En danger
Aipysurus fuscus est une espèce de serpents de la famille des Elapidae.

## Répartition
Cette espèce marine se rencontre dans les eaux de l'Australie, de l'Indonésie et du Timor oriental en mer de Timor près des récifs Ashmore, Hibernia, Scott, Serangipatan et de l'île Cartier.

## Publication originale
- Tschudi, 1837 : Neues Genus von Wasserschlangen. Archiv für Naturgeschichte, vol. 3, n. 1, p. 331-335 (texte intégral).